# 男はつらいよ 花も嵐も寅次郎
『男はつらいよ 花も嵐も寅次郎』（おとこはつらいよ はなもあらしもとらじろう）は、1982年12月28日に公開された日本映画。男はつらいよシリーズの30作目。上映時間は106分。観客動員は228万2000人（シリーズ歴代3位）、配給収入は15億5000万円（15億4000万円とも）。

## あらすじ
寅次郎が旅先で見た夢は『ウエストサイド物語』の世界であり、ブルックリンが荒れているという話で、スケコマシのジュリー（沢田研二）が踊る。ジュリーに声をかけられたさくらが「お兄ちゃんに比べればイモよ」と言うと、ハンフリー・ボガートのようなファッションの「ブルックリンの寅」が出てきて、ジュリーは貫禄負けをして去る。倍賞の所属していたSKD松竹歌劇団がダンサーとして出演（振付：松見登）。「TORAYA」と書かれたドアが開いて、階段の上のほうに立っているとらやの一同が、ブルックリンの人びとのような扮装で、ダンサーたちの踊りを見守る。
柴又に帰ってきた寅次郎だが、身持ちの悪い幼馴染の桃枝と少し破廉恥な挨拶をしたことに始まり、夕食時に松茸の奪い合いをしたことで、おいちゃんに「出て行け」と言われ、「それを言っちゃあ、おしまいだよ」と言って、すぐに家を飛び出す。
大分・湯平（ゆのひら）温泉にやってきた寅次郎は、動物園でチンパンジーの飼育係をやっている三郎という青年（沢田研二）に出会う。三郎は、この地でかつて旅館の女中として働いていた母親を近頃亡くし、遺骨を東京からはるばるこの思い出の地まで運んできて、母の生まれ故郷である近くの杵築に埋葬しようとしていた。その話を聞いて心打たれた寅次郎は、法事を営む手伝いをする。東京の大丸デパートに勤める、旅行中の螢子（けいこ＝田中裕子）とゆかり（児島美ゆき）にも、たまたま同宿していたことで法事に参列してもらった縁で知り合い、翌日四人は、法事のお礼にと三郎が運転する車で観光を楽しむ。大分での別れ際、それまですました態度を取っていた三郎は、螢子に唐突に「僕とつきおうてくれませんか」と言う。無論、螢子は「急にそんなこと言われても」と言うだけだった。寅次郎はそんな三郎を見て笑うが、「東京へ帰ったらもういっぺん顔が見たいな」とでも言っておけばいいのにとアドバイスしたところ、三郎はなるほどと感じる。寅次郎にもっと教えを請いたいと思った三郎は、一緒に行動してと頼み、自分の車に乗せて柴又まで連れ帰る。
無事寅次郎を送り届け、とらやで温かくもてなされた三郎は、帰り際、寅次郎に螢子の件をよろしくと頼む。寅次郎は、螢子が三郎ではなく自分に惚れていることを無意識に望んでいるのだが、三郎の気持ちに応える形で恋のキューピッド役に徹する。螢子が大分での写真を持ってとらやへ来たことをきっかけとして、螢子に会いに行き、三郎の想いを語る。ところが、「ちょっと付き合ってみるか」と言う寅次郎に、螢子は断り、「あんまり二枚目だもん」という理由を口にする。
面倒で複雑なことに首を突っ込んでしまったと思いつつも、寅次郎は「だまし討ちのお見合い」を画策し、三郎と螢子は再会する。しかし、三郎は寅次郎のアドバイスに従おうとするものの、形式を追うばかりで、まったく会話がはずまない。「どうしてあたしなんかと付き合いたいの」という螢子の問いにも、「好き」の一言が言えない。そんな三郎とデートを重ねた螢子は、寅次郎に悩みを告白する。何でも話せ、何時間一緒にいても退屈しない寅次郎と違い、チンパンジーの話しかせず、早く一人になりたいなと思わされてしまう三郎とこのままやっていけるだろうかと。寅次郎は、「今度あの子に会ったら、こんな話しよう、あんな話もしよう、そう思ってうち出るんだ。いざその子の前に座ると、全部忘れちゃうんだね。で、バカみたいに黙りこくってるんだよ。そんなてめーの姿が情けなくって、涙がこぼれそうになるんだよ」と、恋する三郎の気持ちを代弁する。
螢子は、そんな三郎の気持ちが分かりつつも、一番大事なことだけは三郎と話し合いたかったのだが、寅次郎たちの励ましに背中を押される形で、三郎に会いに行く。三郎の勤める動物園に併設された観覧車の中で、三郎はまたもチンパンジーの話を始めるかのようであった。しかし、それは螢子への気持ちを語る前置きにすぎなかった。ついに三郎は、螢子が言ってほしかった言葉を口に出して言う。「好きや」。
そんな二人の恋愛の成就を知らない寅次郎は、三郎の役に立てず申し訳ないと思いつつ、旅立とうとする。さくらから二人の結婚の連絡があったことを聞くが、その刹那、無意識に存在していた自分の心の中を理解する。二人の結婚を直接祝福をすることはつらく、「やっぱり二枚目はいいな。ちょっぴり妬けるぜ」との言葉を残し、そのまま旅に出てしまう。しかし正月に、寅次郎からとらやに電話がかかってきて、たまたま来ていた螢子と話をする。寅次郎への感謝の気持ちを抑えきれずに言葉を詰まらせる螢子の様子に、二人がうまくいっていることを確信し、寅次郎も涙ぐむのであった。

## キャスト
- 車寅次郎：渥美清
- さくら：倍賞千恵子
- 小川螢子：田中裕子 - 「湯平荘」に宿泊。東京のデパートに勤めるOL。
- 車竜造：下條正巳
- 車つね：三崎千恵子
- 諏訪博：前田吟
- たこ社長：太宰久雄
- 源公：佐藤蛾次郎
- 満男：吉岡秀隆
- 牟田勝三：内田朝雄 - 湯平温泉「湯平荘」主人。
- 野村ゆかり：児島美ゆき - 螢子の同僚。
- 小川絹子：馬渕晴子 -  螢子の母。
- 和尚：殿山泰司 - 湯平荘で島田三郎の母ふみの法事を勤める。かつてふみに惚れていた。
- 観覧車の係員：桜井センリ - 谷津遊園の観覧車係。
- 小川肇 : 内藤安彦 -  螢子の父。
- 桃枝の亭主・友男：人見明 - 御徒町でゴルフ用品を販売する店を経営してる。
- ボンシュウ : 関敬六
- 測量技師：アパッチけん
- 測量技師の助手：光石研
- スナックのママ : 高城美輝 - 螢子のいきつけのスナック。夢のシーンではダンスを披露。
- 湯平荘の仲居 : 田中世津子
- 法事の客 : 梅津栄
- 印刷工・中村：笠井一彦
- 印刷工 : 篠原靖夫
- 金谷通利
- 印刷工・俊男 :星野浩史
- スナックの客：川井みどり
- 花売り：谷よしの - とらやにお彼岸の花を売りに来る。
- 印刷工 : 羽生昭彦
- 印刷工 : 竹村晴彦
- 江戸屋の親父 : 川村禾門
- 夢の踊り : SKD松竹歌劇団 振付・松見登
- 桃枝：朝丘雪路 - とらやの向かいにある江戸家の娘。
- 御前様：笠智衆
- 島田三郎：沢田研二 - 母島田ふみがかつて働いていた「湯平荘」を訪れる。
- 法事の客 : 大杉侃二郎（ノンクレジット）
- 備後屋：露木幸次（ノンクレジット）

## スタッフ
- 監督・原作：山田洋次
- 脚本：山田洋次、朝間義隆
- 製作：島津清、佐生哲雄
- 音楽：山本直純
- 振付 : 松見登

## ロケ地
- 神奈川県鎌倉市（今泉白山神社・夢から覚めた地）
- 大分県別府市（鶴見岳、志高湖畔、十文字原）、臼杵市（臼杵磨崖仏、満月寺宝篋印塔、福良天満宮、養徳寺、城島後楽園ゆうえんち、別府港）、杵築市（北台南台伝統的建造物群保存地区・志保屋の坂、永福寺・啖呵売、鉄輪温泉・エンディング)、由布市（湯平温泉、湯平駅、湯布院町塚原)、宇佐市（アフリカンサファリパーク）
- 千葉県習志野市（谷津遊園）[注 3]、千葉市花見川区（幕張本郷・螢子の実家）
- 東京都千代田区（大丸東京店）

出典

## 受賞歴
- 第1回ゴールデングロス賞優秀銀賞[4]。

## エピソード
- 本作で共演後、田中裕子と既婚者の沢田研二は不倫関係となり、1987年1月に沢田が妻・伊藤エミと離婚し、1989年11月に出雲大社で田中と沢田は式を挙げた[5]。
- 後の『男はつらいよ 寅次郎紅の花』では、満男と寅次郎の会話のやりとりで、本作の出来事が言及されている。
- 本作のタイトルの由来は、映画版『愛染かつら』の主題歌であった『旅の夜風』の歌詞。劇中で寅次郎が「花も嵐も踏み越えて」と鼻歌を歌って帰ってくるシーンがある。
- 九州で舞台となっている地が多くテロップで説明されている。
- TBS系音楽番組「ザ・ベストテン」1982年11月18日放送回で沢田研二が8位に「6番目のユ・ウ・ウ・ツ」でランクインした際に本作の撮影中だった大船撮影所のとらやのセットから山田洋次、倍賞千恵子、下條正巳、三崎千恵子と撮影スタッフに囲まれ生中継で歌唱した。貴重な当時の撮影の様子を垣間見ることができる。
- DVDに収録されている特典映像「予告編」には以下のような別バージョンや没シーンが収録されている。
  - 別府港で三郎が螢子とゆかりを見送るシーンで、予告編では二人がホバークラフトに乗り込んだ直後係員がタラップを外している。
  - 桃枝が寅ととらや前で会うシーンで、本編では寅の首に腕を絡ませているが、予告編では寅の左腕に絡ませている。
  - 湯平駅のシーンで、予告編ではゆかりは腕を垂らしているか後ろで組んでいるが、予告編では胸の前で組んでいる。
  - 寅と螢子がバーで飲むシーンで二人の台詞が本編と若干異なっている。
  - 三郎と蛍子が江戸川の土手で雲を探すシーンで、予告編では後方に源公が映っている。
  - 寅がとらやに帰ってきて二階へ上がるシーンで、本編では「ねぇと言っても先生は去っていくのでありました」の後、さくらとおばちゃんは「どういうことだろう」と首をひねるが、予告編では「ねぇというさくらの声も空しく闇に消えていくので(あります)」と言った後、さくらとおばちゃんは顔を見合わせて笑い合っている。
  - 別府港での撮影シーンが入っている。
- 使用されたクラシック音楽
  - 『むすんでひらいて』～杵築 養徳寺。近くの小学校から児童の合唱が聞こえる。
  - ヨハン・シュトラウス2世作曲：ワルツ『春の声』作品410
  - ヨハン・シュトラウス2世作曲：『ウィーンの森の物語』～三郎がつとめる谷津遊園
  - エトムント・アンゲラー作曲：『おもちゃの交響曲』第２楽章～螢子の勤める大丸アパート店内。
  - シューマン：『子供の情景』作品15から第7曲『トロイメライ（夢）』バイオリン独奏
  - スコットランド民謡：『故郷の空』口笛～螢子と三郎の江戸川土手での語らいの場面。
  - エミール・ワルトトイフェルの作曲：ワルツ『女学生』作品191～谷津遊園の園内で流れる。

## 劇中車
大分での観光のシーンに登場する日産・ブルーバードは通算6代目のモデルで、沢田研二本人がCM出演していたもの。「ブルーバード、お前の時代だ」といわれスーパーソニックラインが特徴だった3代目・510型以来の大ヒット車種となった。ちなみに、使われているモデルは前期型の1800GLである。

## 同時上映
- 『次郎長青春篇 つっぱり清水港』